# Мондеґрін
Мондеґрі́н, мондегрин (англ. mondegreen) — неправильно почуте або неправильно інтерпретоване внаслідок неповної гомофонії слово чи вислів, яке трансформується у вираз або слово з новим значенням.
Найчастіше мондеґріни створюються людиною під час прослуховування поезій або пісень: слухач, не маючи можливості чітко почути текст, замінює слово іншим, що звучить схоже і надає почутому сенс. Вперше термін «мондеґрін» з'явився в есеї «Смерть Леді Мондеґрін» американської письменниці Сільвії Райт, опублікованому в часописі Harper's Magazine у листопаді 1954 року. Термін було створено під впливом «…and Lady Mondegreen» («…і пані Мондеґрін…») — хибної інтерпретації рядка «and laid him on the green» з шотландської балади «The Bonnie Earl o Moray.» Слово «мондеґрін» було включено до 2000 редакції Random House Webster's College Dictionary Merriam-Webster's Collegiate Dictionary у 2008 році. Це явище характерне не тільки для англійської, а й для інших мов.

## Приклади
- Пісня Плакала музичного гурту Kazka містить рядки, що звучать як "Поплакала і стоп // фіалка розцвіла" або "Поплакала і знов // фіалка розцвіла".
- Пісня "Lucy in the Sky with Diamonds" гурту The Beatles містить рядок "The girl with kaleidoscope eyes", що деякі чують як "The girl with colitis goes by".

## Суміжні лінгвістичні явища
Подібним до мондеґріну мовним явищем є Hobson-Jobson або гомофонічний переклад слова з іноземної мови до рідної. Наприклад, англійське «Putin hello!» утворене від українського Путін — хуйло! У випадку гомофонічного перекладу текстів пісень вживається термін soramimi.